# Organsko delo
Organsko delo (poljsko praca organiczna) je izraz, ki so ga poljski pozitivisti 19. stoletja prevzeli od Herberta Spencerja, da bi označili koncept, da bi morale biti vitalne moči naroda namenjene (temeljitemu) delu, ne pa brezplodnim nacionalnim uporom proti premočnim vojskam imperijev, ki so jih delili. 
Osnovni cilji organskega dela so vključevali izobraževanje poljskih množic in povečanje njihovega gospodarskega potenciala, kar naj bi poljske nižje razrede dvignilo v sodoben narod in končalo germanizacijo in rusifikacijo prebivalstva, ki so ju vsiljevali okupatorji.

## Zgodovina
Naraščajoče zatiranje s strani Rusije po neuspešni novembrski vstaji leta 1830–1831 in januarski vstaji v letih 1863–1864 je poljske voditelje dokončno prepričalo, da so bile vstaje v najboljšem primeru prezgodnje in morda v osnovi zgrešene ter neproduktivne. V desetletjih, ki so sledila, so Poljaki večinoma opustili cilj takojšnje neodvisnosti in se namesto tega obrnili k utrjevanju naroda s subtilnejšimi sredstvi izobraževanja, gospodarskega razvoja in modernizacije. Ta pristop se je poimenoval "organsko delo" zaradi njegove filozofije krepitve poljske družbe na lokalni ravni in je bil pod vplivom pozitivizma. Za nekatere je sprejetje organskega dela pomenilo trajno vdajo tuji oblasti, vendar so ga mnogi zagovorniki priporočali kot strategijo za boj proti represiji in čakanje na morebitno priložnost za dosego samouprave. 

## Metode
Vsakdanje metode organskega dela, ki niso bile niti tako prepoznavne kot poljski upori niti tako vzvišeno zapisane v nacionalnem spominu, so se izkazale za zelo primerne za politične razmere poznega 19. stoletja. Mednarodno ravnovesje sil takrat ni bilo naklonjeno obnovi poljske državnosti in tako Rusija kot Nemčija sta bili odločeni, da bosta sčasoma izkoreninili poljsko nacionalno identiteto. Nemško cesarstvo, ustanovljeno leta 1871 kot razširjena različica Prusije, si je prizadevalo za asimilacijo vzhodnih provinc, v katerih so živeli Poljaki. Hkrati je Sankt Peterburg poskušal rusificirati nekdanje Kongresno Poljsko in se pridružil Berlinu pri uvedbi omejitev uporabe poljskega jezika in kulture. Poljaki pod rusko in nemško oblastjo so bili deležni tudi uradnih kampanj proti rimskokatoliški cerkvi: kulturnega boja (Kulturkampf) nemškega kanclerja Otta von Bismarcka za vzpostavitev državnega nadzora nad rimskokatoliško cerkvijo in ruske kampanje za nadomestitev katolištva s širitvijo pravoslavja po vsem cesarstvu. 

## Toleranca
Poljski podložniki pod avstrijsko jurisdikcijo, po letu 1867 je Habsburško cesarstvo postalo splošno znano kot Avstro-Ogrska, so se soočali z na splošno milejšim režimom. Poljaki v pretežno katoliški Avstriji niso bili preganjani zaradi verskih razlogov, Dunaj pa je v zapletenem političnem računu svojega večnacionalnega kraljestva računal na poljsko plemstvo kot zaveznike. V zameno za zvestobo je avstrijska Poljska oziroma Galicija prejela precejšnjo upravno in kulturno avtonomijo. Galicija si je pridobila sloves oaze tolerance v nasprotju z zatiranjem v nemški in ruski Poljski. Galicijski Sejm (parlament) je deloval kot delno avtonomno parlamentarno telo v provinci, Poljaki pa so regijo zastopali v vladi cesarstva na Dunaju. Konec 19. stoletja sta univerzi v Krakovu in Lvovu postali središči poljske intelektualne dejavnosti. Krakov je postal tudi središče poljske umetnosti in misli. Tudi po ponovni vzpostavitvi neodvisnosti so mnogi prebivalci južne Poljske ohranili kanček nostalgije po časih Habsburškega cesarstva. 